# Gobernación de Jan Yunis
La gobernación de Jan Yunis (o Khan Yunis) (en árabe:محافظة خان يونس) es una de las dieciséis gobernaciones del Estado de Palestina, ubicada en el sur de la Franja de Gaza. Su capital es el distrito de Jan Yunis. La gobernación tiene una población total de aproximadamente 280.000 personas. La superficie terrestre es 69,61% urbana, el 12,8% rural y 17,57% está compuesto por el campamento de refugiados de Jan Yunis.

## Localidades
| - Abasan al-Kabera - Bani Suheila - Jan Yunis - Abasan al-Saghira - Khuza'a - al-Qarara | - Al Fujari - Qa' al-Kharaba - Qa' al-Qurein - Qizan an-Najjar - Umm Kameil - Umm al-Kilab |